# Notothylas japonica
Notothylas japonica là một loài rêu trong họ Notothyladaceae. Loài này được Horik. mô tả khoa học đầu tiên năm 1929.